# Julio González (Fußballspieler)
Julio González (* 26. August 1981 in Asunción) ist ein ehemaliger paraguayischer Fußballspieler.

## Vereinskarriere
Im Jahr 2001 debütierte González in der ersten Liga Paraguays beim Club Guaraní. Dabei gelangen ihm in seinem ersten Profijahr 17 Tore in 29 Spielen, woraufhin er zur Saison 2001/02 zum italienischen Zweitligisten Vicenza Calcio wechselte. Dort gelang es ihm nicht, sich in der ersten Mannschaft durchzusetzen, daher wurde er 2002 für ein halbes Jahr an den argentinischen Verein Huracán de Tres Arroyos verliehen. Zurück bei Vicenza änderte sich für González nichts an seiner Situation im Team und er blieb ein komplettes Jahr ohne Einsatz in der ersten Mannschaft.
Aus diesem Grund wurde er 2003 erneut verliehen – dieses Mal nach Paraguay zunächst zu Tacuary Asunción und später an Nacional Asunción, wo er seine Form wiederfand und daraufhin auch in den Auswahlmannschaften seines Landes Berücksichtigung fand. Zurück in Italien schaffte er auch endlich den Sprung in die erste Mannschaft und kam in der Saison 2004/05 zu 23 Ligaeinsätzen (3 Tore). In die Saison 2005/06 startete er äußerst erfolgversprechend und erzielte in den ersten 15 Ligaeinsätzen acht Treffer. 
Ein schwerer Autounfall im Dezember 2005 auf der Fahrt zum Flughafen Vicenza stoppte seine Karriere abrupt. Er erlitt bei dem Zusammenprall mit zwei entgegenkommenden Lastwagen zahlreiche Knochenbrüche und verlor seinen linken Arm.
Dennoch setzte er seine Karriere fort und spielte zunächst im Amateurteam von Vicenza, da er mit seiner Armprothese nicht für Einsätze in den italienischen Profiligen zugelassen wurde. Nach Ablauf seines Vertrags in Italien wechselte er 2007 zurück in seine Heimat zu Tacuary und gab am 16. November 2007 sein Comeback in der ersten paraguayischen Liga. Im Jahr 2009 beendete er seine Laufbahn.

## Nationalmannschaft
González nahm 2001 mit der paraguayischen U20-Nationalmannschaft an der Junioren-Weltmeisterschaft in Argentinien teil und erreichte den vierten Platz. Er war bis zum Viertelfinale Stammspieler und erzielte in fünf Partien zwei Treffer. Im Viertelfinale gegen Tschechien wurde er bereits nach 27 Minuten des Feldes verwiesen und war für das Halbfinale gesperrt. Im Spiel um Platz 3 wurde er vom Trainer nicht eingesetzt. 
Bereits kurz darauf wurde er für die Copa América 2001 nominiert und in allen drei Vorrundenspielen eingewechselt. Ein Torerfolg gelang dem 20-jährigen allerdings nicht und Paraguay schied als Tabellenletzter aus. Auch 2004 stand er im Aufgebot Paraguays bei der Copa América. In seinem einzigen Einsatz während des Turniers traf er in der Vorrunde zum 1:0-Führungstreffer gegen Brasilien (Endstand 2:1), Paraguay scheiterte im folgenden Viertelfinale an Uruguay.
Einen Monat später nahm González mit Paraguays Olympiaauswahl am olympischen Fußballturnier in Athen teil. González kam beim Silbermedaillengewinn seines Landes zu vier Kurzeinsätzen und blieb ohne Torerfolg.